# Antoni Szapiel
Antoni Szapiel (ur. 1891 w Maślennikach, zm. 1944) – polski rolnik, poseł na Sejm I kadencji w II RP z ramienia PSL „Wyzwolenie”, działacz Niezależnej Partii Chłopskiej i Stronnictwa Chłopskiego.

## Życiorys
Urodził się w rodzinie chłopskiej w Maślennikach (pow. święciański). Wyuczył się także zawodu stolarza. Prowadził gospodarstwo rolne w rodzinnej miejscowości, był także tam wójtem.
W 1919 wstąpił do Polskiego Związku Ludowego „Odrodzenie”, a w 1922 do Polskiego Stronnictwa Ludowego „Wyzwolenie”, z listy którego otrzymał mandat poselski do Sejmu I kadencji w okręgu nr 64.
W 1924 wystąpił z PSL „Wyzwolenie” i był jednym z założycieli Niezależnej Partii Chłopskiej, kierował jej organizacją w Święcianach. Po rozwiązaniu w 1926 Niezależnej Partii Chłopskiej, wstąpił do Radykalnej Partii Włościańskiej Ziem Białoruskich (później występowała pod nazwą Chłopska Partia Lewicowa). W czasie wyborów w 1928 roku był zwolennikiem wstąpienia tej partii do BBWR.
W latach 1928–1930 przebywał w więzieniu na Łukiszkach, jako więzień polityczny, a po zwolnieniu wstąpił do Stronnictwa Chłopskiego. Z ramienia tego stronnictwa wystartował w wyborach uzupełniających do Sejmu w okręgu Lida w 1930 i zdobył mandat, lecz nie objął go wobec rozwiązania Sejmu. Wycofał się wtedy z działalności politycznej i zajął się prowadzeniem gospodarstwa rolnego.
Po zajęciu terenów wschodniej Polski przez ZSRR w latach 1940–1941 był kierownikiem kadr Obwodowego Komitetu Wykonawczego w Wilnie. Po zajęciu tych terenów przez wojska niemieckie, wyjechał do Warszawy, gdzie pracował w mleczarni miejskiej. Poszukiwany przez gestapo ukrywał się w rodzinnych stronach, gdzie zginął tragicznie od kuli oficera radzieckiego w połowie 1944 roku.